# Tarxien
Tarxien (forma estesa in maltese Ħal Tarxien, in italiano storico anche Tarscen o Casal Tarxen) è un comune di Malta situato nel sud est dell'isola, con una popolazione di 8583 residenti al marzo 2014.
Tarxien è un importante sito archeologico, con ben tre templi megalitici (templi di Tarxien), tra le strutture più antiche della Terra, parte del patrimonio mondiale UNESCO.

## Etimologia
L'etimologia del villaggio può essere una corruzione di Tirix, che significa grossa pietra, simile a quella utilizzata per i templi noti del villaggio. Il motto del villaggio è Tyrii Genure Coloni ("I Fenici mi hanno creato").

## Templi di Tarxien

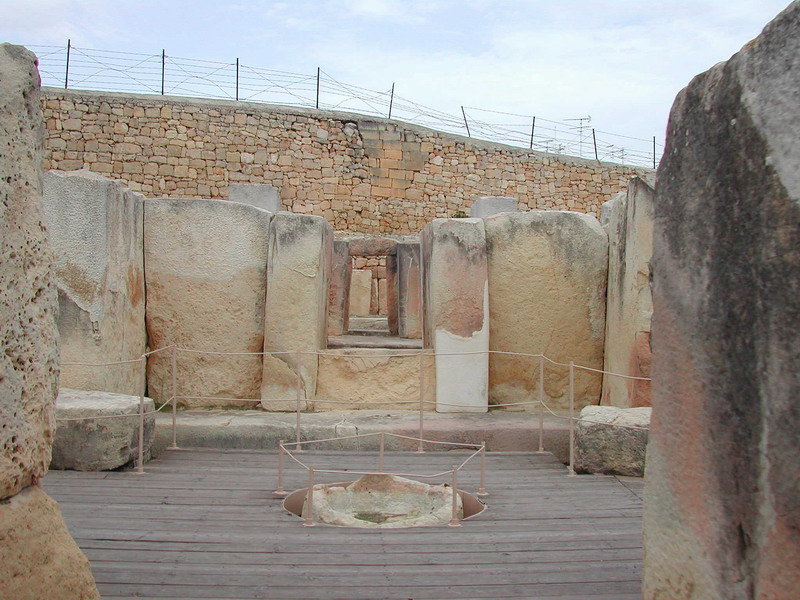
Il tempio neolitico di Tarxien

I tre templi, scoperti dall'archeologo maltese Temistocle Zammit nel 1914-19, pur avendo piante del tutto simili risalgono ad epoche diverse. Il più antico potrebbe risalire a circa il 3600 a.C., il più moderno al 1800 a.C. I templi presentano varie statue e rilievi di animali, tra cui le capre (per le quali Malta è nota) e suini. La più notevole delle statue che si trovano nei Templi è di circa 2,5 m di altezza e rappresenta una sorta di Dea Madre. Ci sono diverse statue sparse intorno ai vari templi, considerate rappresentare la fertilità. Presso i templi è stata ritrovata anche una figurina di terracotta che pare rappresentare un sacerdote.
L'ingresso principale conduce al terzo tempio, il più recente ricco di elaborati motivi decorativi, ma il meno importante dal punto di vista strutturale. Sulla destra si notano i resti di una colossale statua in pietra con vesti drappeggiate.
Della statua, probabilmente alta tre metri, rimane solo la parte inferiore i cui prosperosi fianchi fanno pensare fosse dedicata alla dea della fertilità. Alla base si trova un foro, originariamente chiuso con una pietra, in cui venne rinvenuta una lama di selce usata per i rituali con alcune ossa di animali.
Il secondo tempio è formata da tre serie parallele di absidi semicircolari collegate da un passaggio orientato da nord a sud. Sui blocchi laterali delle pareti si notano dei fori cui erano assicurate le porte di comunicazione. Su una delle pareti che conducono al primo tempio si può ammirare un bassorilievo rappresentante due tori e una scrofa simboli rispettivamente, della forza e della fertilità.
Il primo tempio è costruito con lastroni e blocchi non lavorati ed essendo il più antico, venne alterato con la costruzione del secondo. Sparse casualmente nel complesso si notano delle grosse pietre sferiche che servirono ai costruttori per far rotolare i grossi blocchi in pietra. A causa della loro sistemazione, a volte addirittura simmetrica, si suppone avessero anche un significato magico o rituale.

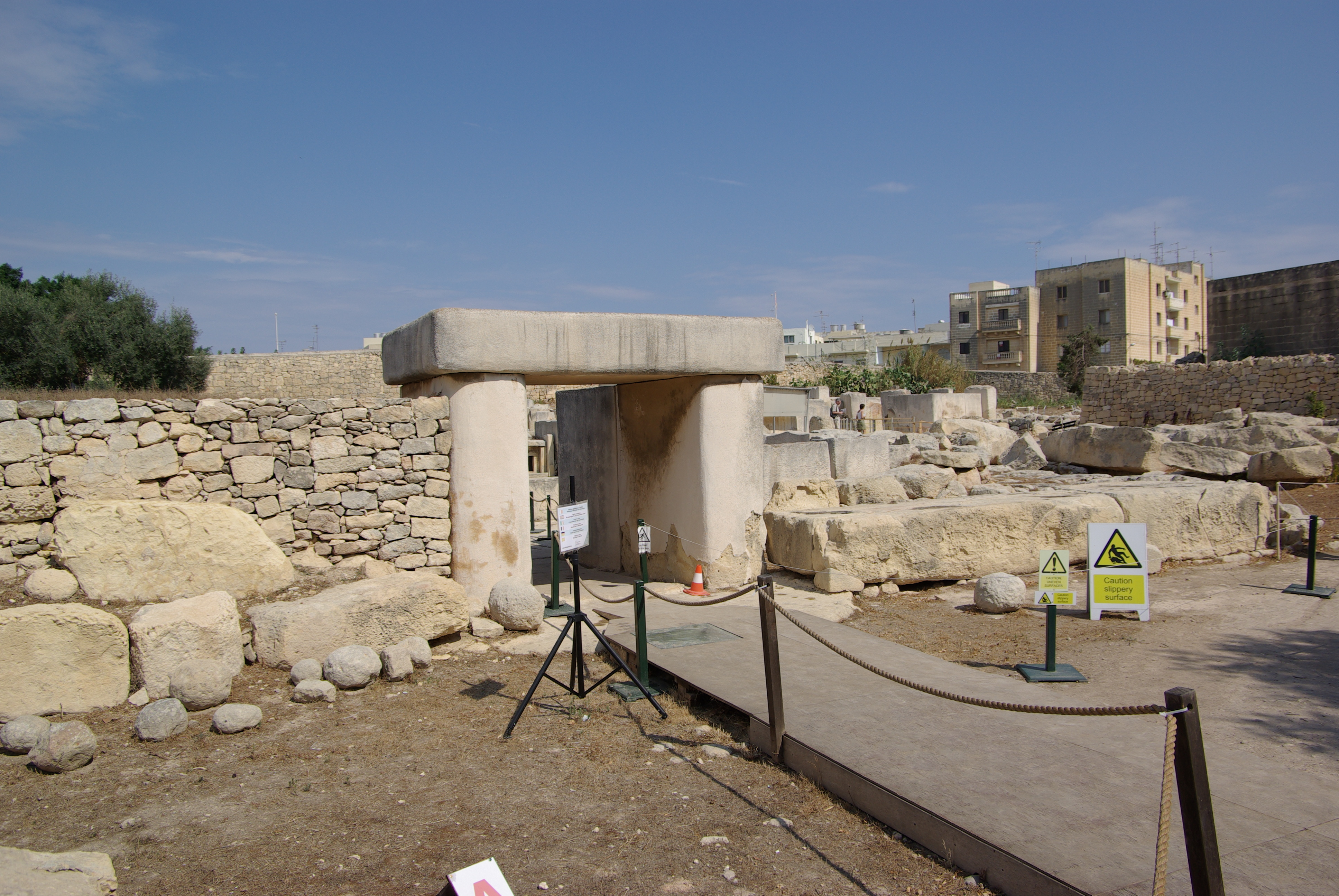
Ingresso (ricostruito) al sito del tempio
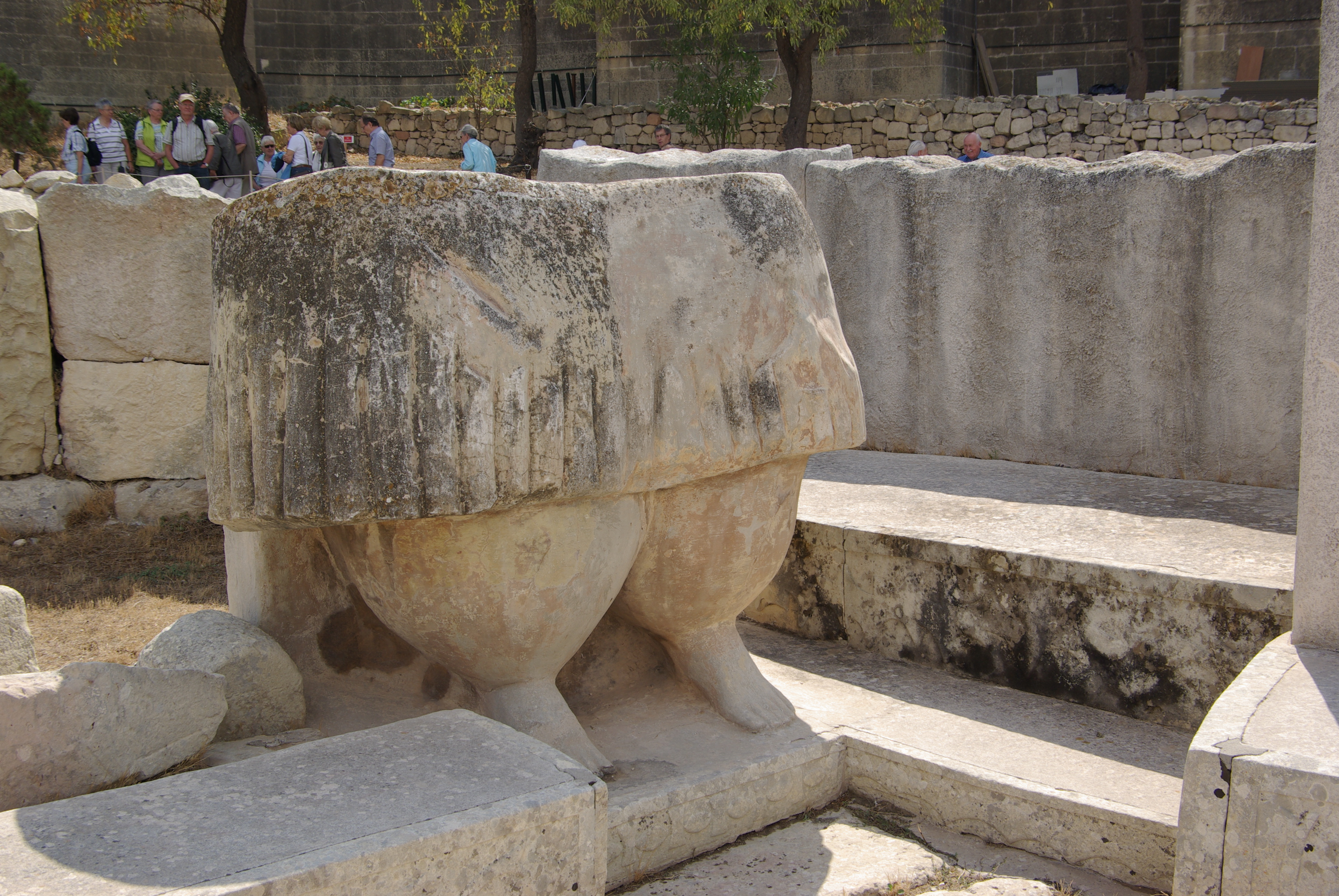
Dea Madre
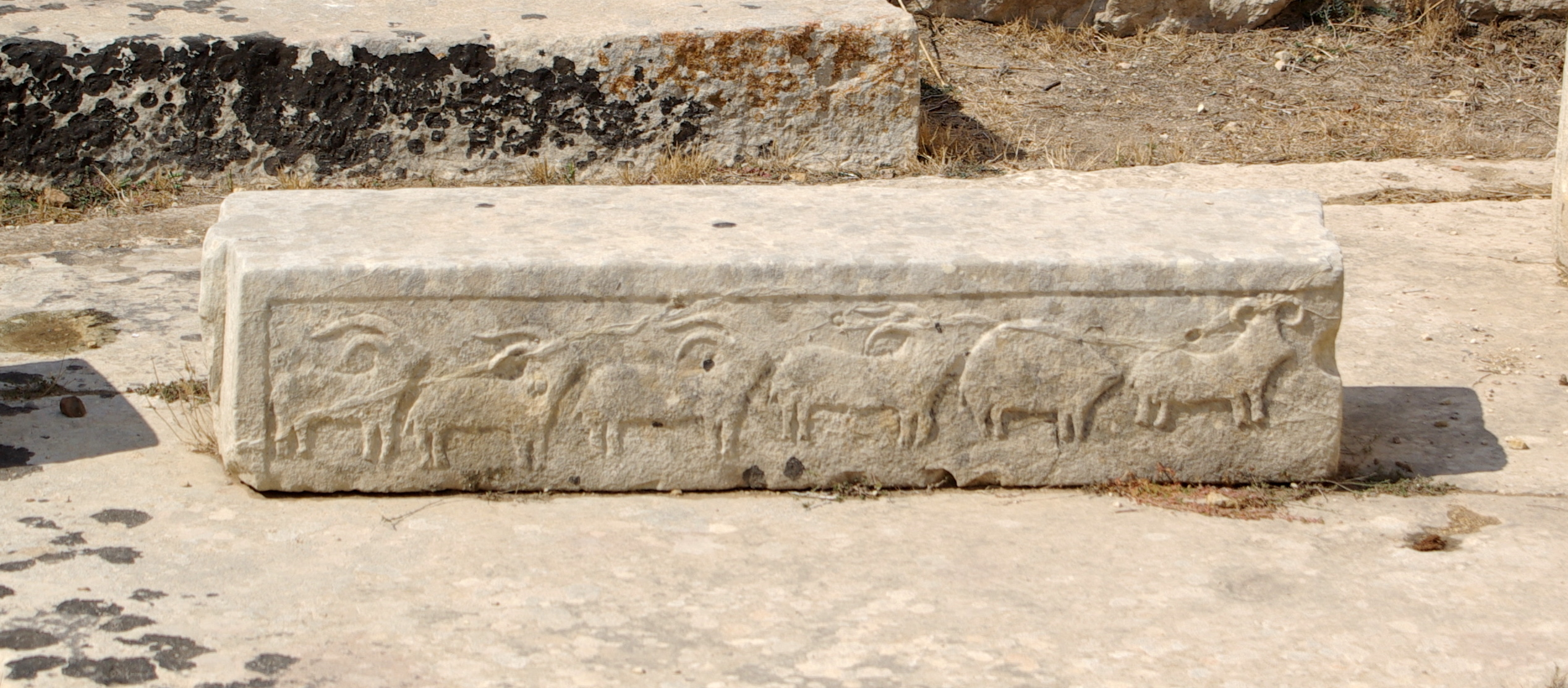
Rilievo con capre e arieti

## Architetture religiose

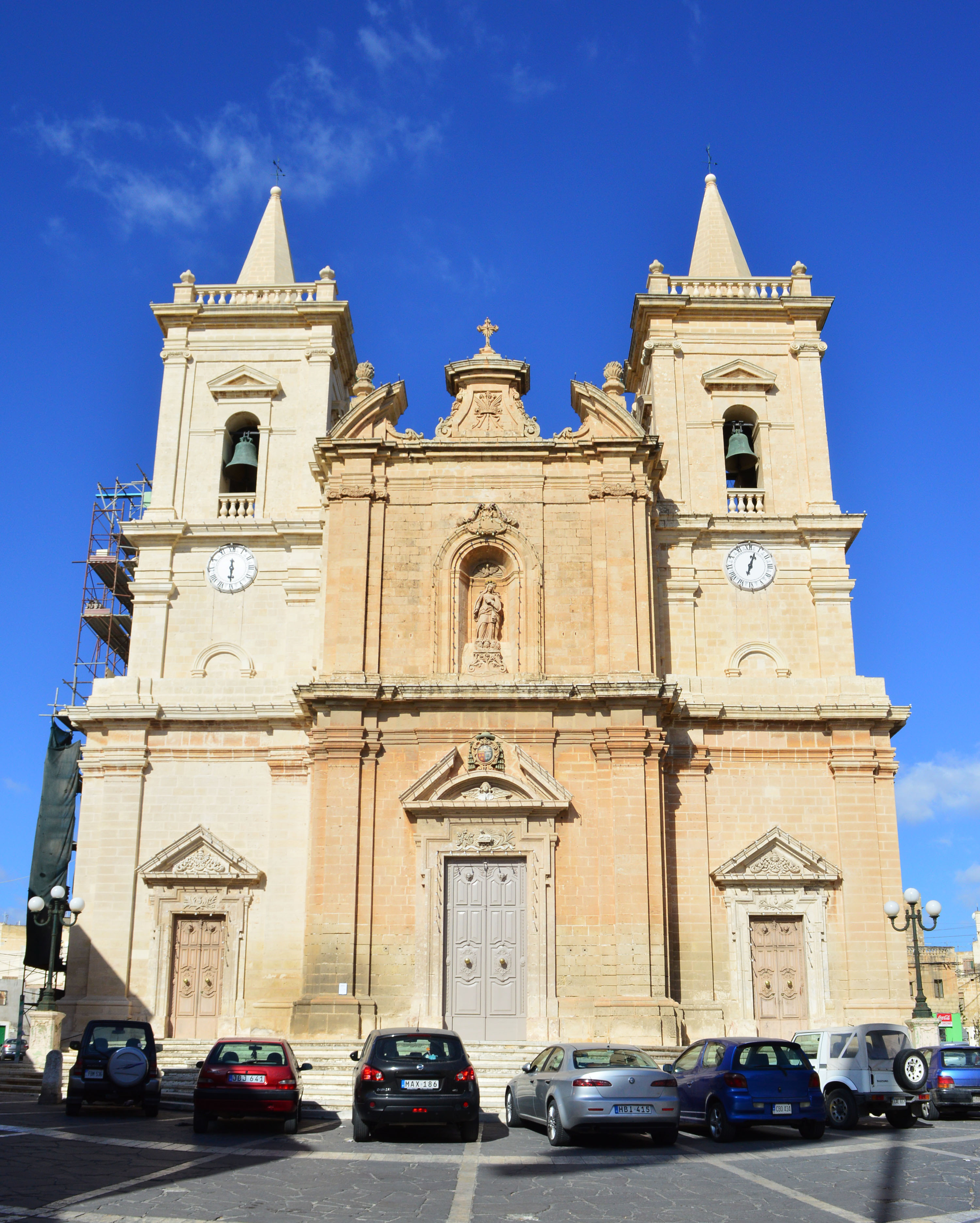
Parrocchiale di Tarxien

La chiesa parrocchiale di Tarxien è dedicata all'Annunciazione di Nostra Signora, patrona della città. La chiesa fu elevata a parrocchia nel 1592, facendone una delle più antiche parrocchie di Malta.
La seconda chiesa in città è dedicata alla risurrezione di Cristo e meglio conosciuta dai locali come Ta 'l-Erwieħ (pronuncia maltese: [tɐlɛrwɪːħ]), ossia "delle anime", per via del vecchio cimitero che circonda la chiesa. Questa chiesa è situata accanto ai templi neolitici di Tarxien ed è visitata da molti turisti, poiché molti dei resti preistorici furono trovati anche nel citato cimitero.
Ci sono altre due piccole cappelle a Tarxien, dedicate rispettivamente a San Bartolomeo e a Santa Maria. Un'altra cappella si trova nel convento delle suore della carità ed è dedicata a Nostra Signora dell'Immacolata Concezione. La stessa congregazione gestisce una scuola. Un'ultima chiesa è dedicata a San Nicola da Tolentino e un convento appartiene ai frati augustiniani.

## Società

### Evoluzione demografica
La popolazione di Tarxien era attestata a 7.724 abitanti nel dicembre 2008, aumentata a 8.583 nel marzo 2014.
Quando arriva l'estate, la calura spinge la maggior parte dei cittadini di Tarxien a spostarsi nei villaggi costieri di Malta, spesso abbattendo la popolazione del villaggio a circa due terzi di quello che è nel resto dell'anno.

## Cultura
Una parte fondamentale della cultura popolare di Tarxien è la festa dell'Annunciazione, la cui festa è celebrata alla fine di maggio o la prima domenica di giugno. È celebrata con celebrazioni religiose e servizi liturgici presso la chiesa parrocchiale e con decorazioni stradali, marcia della banda nelle strade del villaggio e fuochi d'artificio d'aria e di terra.
La banda musicale di Tarxien è la Għaqda Mużikali Marija Annunzjata fondata nel 1862.
Un altro club sociale è dedicato alla Madonna della Dottrina Cattolica (Ghaqda Socjali Madonna Tad-Duttrina)
I fuochi d'artificio sono organizzati da Ghaqda tan-nar San Gabriel  e da Ghaqda tan-nar Madonna Tad-Duttrina

## Amministrazione

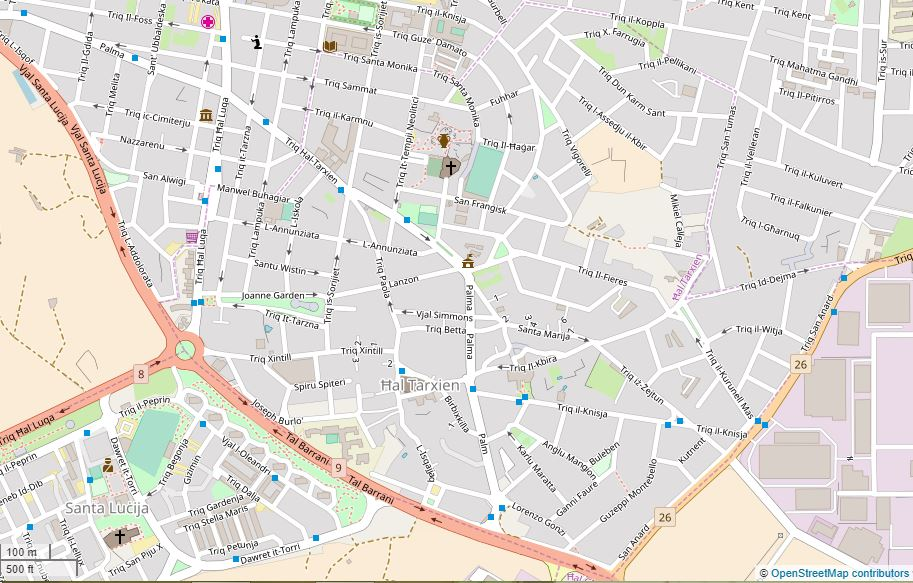
Mappa di Tarxien

Il sindaco di Tarxien è Paul Farrugia (Partito Laburista)

### Gemellaggi
- Italia Ovindoli, Italia
- Bulgaria Veliko Tărnovo, Bulgaria

## Noti residenti di Tarxien
- L'ex primo ministro di Malta Dominic Mintoff ha vissuto a Hal Tarxien e vi è morto nella sua residenza il 20 agosto 2012.
- Joseph Cassar, ex magistrato .
- Jimmy Farrugia, ex Presidente della Camera dei Rappresentanti e Ambasciatore di Malta al Vaticano, morto a Tarxien nel 2007
- Thea Garrett, cantante. Ha rappresentato Malta all'Eurovision Song Contest 2010.

## Sport

### Calcio
La squadra principale della città è il Tarxien Rainbows.